# Индекс автомобильных номеров Узбекистана
Государственные номерные знаки Республики Узбекистан используются для учёта автомототранспортных средств, тракторов, строительно-дорожной и мелиоративной техники, самоходных машин и их прицепов (полуприцепов).
В Республике Узбекистан регистрируют и выдают государственные номерные знаки следующие органы:
Государственная служба безопасности дорожного движения Министерства внутренних дел Республики Узбекистан — для автомототранспортных средств и их прицепов (полуприцепов).
Главная государственная инспекция по надзору за техническим состоянием машин и оборудования Министерства сельского и водного хозяйства Республики Узбекистан — для тракторов, тракторных прицепов, строительно-дорожной и мелиоративной техники, самоходных машин.
Военная автомобильная инспекция Министерства обороны Республики Узбекистан — для техники Министерства обороны и Службы национальной безопасности Республики Узбекистан.

## История
Впервые номера на автомобилях Узбекистана появились во времена вхождения Узбекистана в состав СССР. С этого времени и вплоть до 1998 года в стране использовались автомобильные номера советского образца.
В 1998 году в Узбекистане введены номерные знаки собственного формата взамен номерных знаков советского стандарта . В качестве алфавита стала использоваться латиница, а регионы получили числовые коды, по образцу российских номерных знаков. Знаки данного вида просуществовали до 2008 года, когда был введён новый стандарт. Знаки образца 1998–2008 годов имели силу до 1 января 2011 года, после чего они подлежали обязательной замене.
.
С 1 октября 2008 началось внедрение новых автомобильных номеров в целях обеспечения соответствия национальных государственных номеров международным требованиям и стандартам, совмещения их с электронной системой регистрации и учёта, а также предупреждения их подделок и незаконного использования. В обновлённом формате были изменены коды регионов: каждый регион получил численный диапазон, включающий от 4 до 10 кодов, которые начинаются на одну и туже цифру. Кроме того, на знаках были изменены шрифт и размер символов, а также была добавлена вертикальная плашка с флагом Узбекистана (сверху) и кодом UZ (снизу) с правой стороны номера наподобие плашек на европейских регистрационных знаках. 
1 июля 2013 года был введён новый формат государственных номерные знаки для тракторов, строительно-дорожной техники и самоходных машин.. До 2013 года трактора и их прицепы регистрировались номерными знаками советского образца последнего стандарта. Реальная выдача номеров данного типа началась лишь в феврале—марте 2015 года. Замена номеров должна осуществиться до 31 декабря 2017 года.

### Галерея номерных знаков формата 1998–2008 годов
| Изображение номерного знака | Описание |
| --------------------------- | --- |
|                             | 1 — государственные регистрационные номера для автомобилей юридических лиц. Формат знака — двузначный код региона (голубые цифры), две буквы и три цифры чёрного цвета. Код региона расположен в отдельном окне слева. Двухрядный номерной знак юридических лиц содержит три цифры в верхнем ряду, две буквы и код региона — в нижнем. |
|                             | 2 — государственные регистрационные номера для автомобилей физических лиц. Формат знака — двузначный код региона (голубые цифры), буква и четыре цифры чёрного цвета. Код региона расположен в отдельном окне слева. |
|                             | 3 — государственные регистрационные номера для прицепов и полуприцепов к грузовым и легковым автомобилям. Содержит символы в два ряда: три цифры — в верхнем, букву и двузначный код региона — в нижнем. Нижние углы срезаны. |
|                             | 4 — государственные регистрационные номера для мототранспортных средств (мотоциклов, мотороллеров). Содержит символы в два ряда: три цифры — в верхнем, букву и двузначный код региона — в нижнем. |
|                             | 5 — государственные регистрационные номера для транспортных средств, временно допущенных к участию в дорожном движении (транзитные бумажные разовые). Содержит символы в два ряда: букву и код региона — в верхнем ряду, четыре цифры — в нижнем. Вверху, в заголовке пишется слово «TRANZIT». |
|                             | 6 — государственные регистрационные номера серии «H» выдавались транспортным средствам, принадлежащим или арендованным иностранным гражданам и лицам без гражданства, которые постоянно проживают или временно пребывают в Республике Узбекистан по личным, служебным делам, в целях учёбы или туризма. Номерные знаки данного вида устанавливались на автомобили иностранных граждан. Содержат символы на жёлтом фоне. Формат тот же, что у физических лиц. |
|                             | 7 — государственные регистрационные номера автомобилей иностранных и совместных предприятий. Содержит белые символы на голубом фоне. Формат — буква M и четыре цифры, разделённые попарно дефисом. |
|                             | 8 — государственные регистрационные номера сотрудников дипломатических представительств. Содержит белые символы на зелёном фоне. Формат — буквенный код статуса сотрудника диппредставительства и четыре цифры, разделённые попарно дефисом. Буквенные коды статуса могут быть следующими: CMD — глава диппредставительства; D — дипломат; T — техперсонал.                                                                                                  |
|                             | 9 — государственные регистрационные номера представительства ООН. Содержит белые символы на голубом фоне. Формат — буквы UN и четыре цифры, разделённые попарно дефисом. |

## Типы регистрационных номеров

### Номера для легковых автомобилей и прицепов
Номера выпускаются по специальной технологии, обеспечивающей применение светоотражающих покрытий, устойчивых и антикоррозийных металлосплавов, а также высокий уровень защиты от подделок. В номерах используются буквы латинского алфавита от А до Z (за исключением  буквы I), выполненные специальным шрифтом, затрудняющим фальсификацию

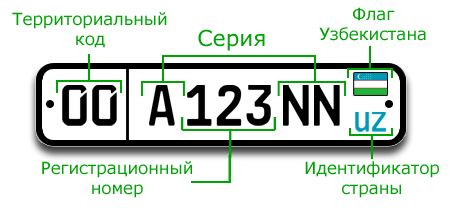
Формат номерных знаков для легковых автомобилей

Шрифт, используемый на номерных знаках Узбекистана

| Изображение номерного знака | Описание |
| --------------------------- | --- |
|                             | Тип I — государственные регистрационные номера выдаются для автомобилей юридических лиц. Фон государственных регистрационных номеров белый, окантовка, цифры и буквы чёрного цвета. Слева код территории, с правой стороны номера флаг РУз и буквы «UZ» Порядок следования от AAA...ZAA, ABA и далее. С 1 января 2012 года начали действовать новые правила для лицензирования такси, а также была введена специальная серия букв TTA...TTZ. Начиная с 2014 года были введены специальные серии для транспортных средств МВД — VSF, VSB, VSC, VSD (последние три серии только в городе Ташкенте), — а также для СНБ — TST, USB. В 2017 г. также были введены спецсерии ZDF (Генеральная прокуратура РУз., прокуратуры, Департамент по борьбе с экономическими преступлениями и Бюро принудительного исполнения при Генеральной прокуратуре РУз) и FVV (Министерство чрезвычайных ситуаций РУз). В 2021 году начата выдача спецсерии DAV для автомобилей органов государственного управления и государственной власти на местах. В 2024 году введена спецсерия STY для автомобилей скорой помощи. Тип IА — задний государственный регистрационный номер двухстрочный выдаётся для легковых автомобилей юридических лиц, место крепления которого не соответствует габаритам государственного регистрационного номера типа I. Фон государственных регистрационных номеров белый, окантовка цифры и буквы чёрного цвета. Справа снизу код территории, флаг РУз и буквы «UZ». С 1 октября 2021 года также выдаются номера для электромобилей, они отличаются от обычных зелёным фоном окна с кодом региона. |
|                             | Тип II — государственные регистрационные номера выдаются для автомобилей высших государственных органов, органов управления и министерств. Фон государственных регистрационных номеров белый, окантовка, цифры и буквы чёрного цвета. С левой стороны номера флаг РУз. Порядок следования от PAA 200 и далее. Тип IIА — задний государственный регистрационный номер двухстрочный выдаётся для автомобилей высших государственных органов, органов управления и министерств (юридических лиц), место крепления которого не соответствует габаритам государственного регистрационного номера типа II. Фон государственных регистрационных номеров белый, окантовка цифры и буквы чёрного цвета. С правой стороны номера снизу флаг РУз. |
|                             | Тип III — государственные регистрационные номера выдаются для автомобилей физических лиц. Фон государственных регистрационных номеров белый, окантовка, цифры и буквы чёрного цвета. Слева код территории, с правой стороны номера флаг РУз и буквы «UZ». Порядок следования A 001 AA — Z 999 AA, A 010 BA и далее В 2021 году начата выдача двухрядных номерных знаков для автомобилей физических лиц. С 1 октября 2021 года также выдаются номера для электромобилей, они отличаются от обычных зелёным фоном окна с кодом региона. |
|                             | Тип IV — государственные регистрационные номера серии «CMD» выдаются на одно служебное автотранспортное средство руководителей дипломатических представительств, на основании письма МИД Республики Узбекистан. Фон государственных регистрационных номеров зелёный, окантовка, цифры и буквы белого цвета. Порядок следования от CMD xx01 (xx — код страны) и далее. |
|                             | Тип V — государственные регистрационные номера серии «D» выдаются на основании письма МИД: для личных автотранспортных средств глав дипломатических и консульских учреждений (Чрезвычайный Полномочный посол, поверенный в делах, Генеральный консул) и членов их семей; для служебных и личных автотранспортных средств дипломатических агентов дипломатических представительств и членов их семей; Фон государственных регистрационных номеров зелёный, окантовка, цифры и буквы белого цвета. Порядок следования от D xxx001 (xxx — код страны) и далее. |
|                             | Тип VI — государственные регистрационные номера серии «UN» выдаются на основании письма МИД: личным автотранспортным средствам глав представительств ООН и специализированных организаций ООН и членов их семей на основании аккредитации МИД; служебным и личным автотранспортным средствам сотрудников представительств ООН и специализированных организаций ООН и личным автотранспортным средствам членов их семей на основании аккредитации МИД. Фон государственных регистрационных номеров голубой, окантовка, цифры и буквы белого цвета. Порядок следования от UN 0001 и далее. Тип VIА — задний государственный регистрационный номер серии «UN» двух строчный для автомобилей представительств ООН, место крепления которого не соответствует габаритам государственного регистрационного номера типа VI. |
|                             | Тип VII — государственные регистрационные номера серии «T» выдаются на основании письма МИД: служебным и личным автотранспортным средствам сотрудников административно-технического персонала дипломатических и консульских учреждений и личным автотранспортным средствам членов их семей на основании аккредитации МИД; служебным автотранспортным средствам обслуживающего персонала и домашних работников дипломатических и консульских учреждений на основании аккредитации МИД; автотранспортным средствам крупных гуманитарных проектов и программ технического содействия, осуществляемых ООН или другими представительствами, аккредитованными при МИД РУз; для личных нужд аккредитованных при МИД сотрудников данных проектов; для личных нужд глав представительств международных организаций; представительств правительственных организаций иностранных государств, торговых представительств, аккредитованных при МИД РУз и членов их семей на основании аккредитации МИД; для служебных и личных нужд аккредитованных при МИД сотрудников представительств международных организаций, представительств правительственных организаций иностранных государств, аккредитованных при МИД торговых представительств и личным автотранспортным средствам членов их семей; для служебных нужд аккредитованных при МИД сотрудников почётных консульств. Фон государственных регистрационных номеров зелёный, окантовка, цифры и буквы белого цвета. Порядок следования от T xxx001 (где xxx код страны) и далее. Тип VIIА — задний государственный регистрационный номер серии «T» выдаётся автомототранспортным средствам, указанным в типе VII, место крепления которого не соответствует габаритам государственного регистрационного номера типа VII. |
|                             | Тип VIII — государственные регистрационные номера серии «X» выдаются на основании письма МИД на одно служебное автотранспортное средство глав: консульских учреждений; почётных консульств; представительств международных организаций; представительств межправительственных и правительственных организаций иностранных государств; торговых представительств, аккредитованных при МИД РУз. Фон государственных регистрационных номеров зелёный, окантовка, цифры и буквы белого цвета. Порядок следования от X xxx001 (где xxx код страны) и далее. Тип VIIIА — задний государственный регистрационный номер серии «X» выдаётся автомототранспортным средствам, указанным в типе VIII, место крепления которого не соответствует габаритам государственного регистрационного номера типа VIII. |
|                             | Тип IX — государственные регистрационные номера серии «M» выдаются на основании письма МИД: для автотранспортных средств корреспондентских пунктов (бюро, офисов); для автотранспортных средств постоянно аккредитованных при МИД иностранных корреспондентов, не являющихся гражданами Республики Узбекистан; для служебных нужд руководителей и сотрудников представительств и филиалов международных и иностранных неправительственных организаций, зарегистрированных Министерством юстиции Республики Узбекистан; для служебных нужд иностранных фирм, банков, аккредитованных и функционирующих на территории Республики Узбекистан. Фон государственных регистрационных номеров зелёный, окантовка, цифры и буквы белого цвета. Порядок следования от M 000001 и далее. Тип IXА — задний государственный регистрационный номер серии «M» двухстрочный для автомобилей, место крепления которого не соответствует габаритам государственного регистрационного номера типа IX. |
|                             | Тип X — государственные регистрационные номера серии «H» выдаются транспортным средствам, принадлежащим или арендованным иностранным гражданам и лицам без гражданства, которые постоянно проживают или временно пребывают в Республике Узбекистан по личным, служебным делам, в целях учёбы или туризма. Фон государственных регистрационных номеров жёлтый, окантовка, цифры и буквы чёрного цвета. Порядок следования от H 000001 и далее. Тип XА — задний государственный регистрационный номер серии «H» выдаётся автомототранспортным средствам, указанным в типе X, место крепления которого не соответствует габаритам государственного регистрационного номера типа X. |
|                             | Тип XI — государственные регистрационные номера двухстрочные для мототранспортных средств (мотоциклов, мотороллеров). Фон государственных регистрационных номеров белый, окантовка, цифры и буквы чёрного цвета. С правой стороны в верхнем углу код территории в нижнем флаг РУз и буквы «UZ». |
|                             | Тип XII — государственные регистрационные номера двухстрочные для прицепов и полуприцепов к грузовым и легковым автомобилям. Фон государственных регистрационных номеров белый, окантовка, цифры и буквы чёрного цвета. С правой стороны в нижнем углу код территории, флаг РУз и буквы «UZ» |
|                             | Тип XIII — государственные регистрационные номера для транспортных средств, временно допущенных к участию в дорожном движении (транзитные бумажные разовые). Фон государственных регистрационных номеров белый, окантовка, цифры и буквы чёрного цвета. С правой стороны код территории. Тип XIIIА — государственные регистрационные номера двухстрочные для прицепов, мототранспорта, временно допущенных к участию в дорожном движении (транзитные бумажные разовые). Фон государственных регистрационных номеров белый, окантовка, цифры и буквы чёрного цвета. С правой стороны снизу код территории. |

### Номерные знаки для тракторов, строительно-дорожной техники и самоходных машин
| Изображение номерного знака | Описание |
| --------------------------- | --- |
|                             | Тип I — государственные регистрационные номера тракторов, строительно-дорожной и мелиоративной техники, самоходных машин юридических лиц, двухстрочные. Фон государственных регистрационных номеров белый, окантовка, цифры и буквы чёрного цвета. В левом верхнем углу схематический рисунок трактора, в правом нижнем углу — код территории, флаг РУз и буквы «UZ».  |
|                             | Тип II — государственные регистрационные номера тракторов, строительно-дорожной и мелиоративной техники, самоходных машин физических лиц, двухстрочные. Фон государственных регистрационных номеров жёлтый, окантовка, цифры и буквы чёрного цвета. В левом верхнем углу схематический рисунок трактора, в правом нижнем углу — код территории, флаг РУз и буквы «UZ». |
|                             | Тип III — государственные регистрационные номера тракторных прицепов юридических лиц, двухстрочные. Фон государственных регистрационных номеров белый, окантовка, цифры и буквы чёрного цвета. В правом нижнем углу — код территории, флаг РУз и буквы «UZ». Форма знака — прямоугольник со скошенными верхними углами.                                                |
|                             | Тип IV — государственные регистрационные номера тракторных прицепов физических лиц, двухстрочные. Фон государственных регистрационных номеров жёлтый, окантовка, цифры и буквы чёрного цвета. В правом нижнем углу — код территории, флаг РУз и буквы «UZ». Форма знака — прямоугольник со скошенными верхними углами.                                                 |

### Номерные знаки транспортных средств, принадлежащих войсковым подразделениям
| Изображение номерного знака | Описание |
| --------------------------- | --- |
|                             | Формат номера совпадает с форматом номеров юридических лиц образца 1998 года, но выполняется белыми символами на чёрном фоне (код региона — голубыми цифрами, кодировка регионов образца 1998 года). Подразделение Milliy Xavfsizlik (служба национальной безопасности) имеет несколько иной вид номеров: на них четыре цифры, размер букв (всегда сочетание МХ) мельче размера цифр, код региона не выделен ни окошком, ни цветом (на двухрядных номерах выделяется окошком). Данные номера — последние, которых коснулась реформа. Их вид оставался неизменным с 1998 по 2018 год. В 2014—2015 гг. СНБ РУз перешла на номера нового вида, без внешних отличий от новых номерных знаков гражданских лиц, однако особых серий (TSS, TST, USB). В 2018 году Министерство обороны перешло на новый формат номеров — код региона, 4 цифры, 2 буквы MV (Mudofa Vazirligi — Министерство обороны). Номера центрального аппарата Министерства выполняются в общегражданской цветовой гамме (белый фон, чёрные символы), остальные автомобили имеют традиционную «инверсную» гамму — чёрный фон, белые символы. |

## Таблица кодов регионов
| Регион                    | Буквенные коды до 1998 года | Номера кодов с 1998 года | Номера кодов с 2008 года |
| ------------------------- | --------------------------- | ------------------------ | ------------------------ |
| город Ташкент             | ТН                          | 10, 30                   | 01-09                    |
| Ташкентская область       | ТШ                          | 11                       | 10-19                    |
| Сырдарьинская область     | СИ                          | 12                       | 20-24                    |
| Джизакская область        | ДД                          | 13                       | 25-29                    |
| Самаркандская область     | СН                          | 14                       | 30-39                    |
| Ферганская область        | ФЕ                          | 15                       | 40-49                    |
| Наманганская область      | НА                          | 16                       | 50-59                    |
| Андижанская область       | АН                          | 17                       | 60-69                    |
| Кашкадарьинская область   | КФ                          | 18                       | 70-74                    |
| Сурхандарьинская область  | СД                          | 19                       | 75-79                    |
| Бухарская область         | БХ                          | 20                       | 80-84                    |
| Навоийская область        | НВ                          | 21                       | 85-89                    |
| Хорезмская область        | ХЗ                          | 22                       | 90-94                    |
| Республика Каракалпакстан | КП                          | 23                       | 95-99                    |